# San Martín-La Colonia
San Martín - La Colonia es una aglomeración urbana que se extiende entre las localidades argentinas de San Martín (que comprende además a la localidad de Palmira), y La Colonia de los departamentos San Martín y Junín respectivamente, dentro de la provincia de Mendoza en las coordenadas 33°04′00″S 68°28′00″O / -33.06667, -68.46667.

## Geografía

### Población
Considerado como tal por el INDEC desde el censo 1991, cuenta, según el censo 2001 con 79.662 habitantes. En el anterior censo contaba con 71.530 habitantes, lo que representa un incremento del 11,36 %.
Es la tercera aglorameración más grande de la provincia de Mendoza, después del Gran Mendoza y el aglomerado de San Rafael y la 41.ª a nivel nacional. Para 2009, su población se estima en 88.123 habitantes.
| Componente | Departamento | Censo 2001 | Censo 1991 | Variación Intercensal |
| ---------- | ------------ | ---------- | ---------- | --------------------- |
| San Martín | San Martín   | 70.380     | 64.773     | 8,65%                 |
| San Martín | San Martín   | 49.491     | 45.341     | 9,15%                 |
| Palmira    | San Martín   | 20.889     | 19.432     | 7,49%                 |
| La Colonia | Junín        | 9.282      | 6.757      | 37,36%                |
| Total      |              | 79.662     | 71.530     | 11,36%                |

### Sismicidad
La sismicidad del área de Cuyo (centro oeste de Argentina) es frecuente y de intensidad baja, y un silencio sísmico de terremotos medios a graves cada 20 años.
Sismo de 1861aunque dicha actividad geológica catastrófica, ocurre desde épocas prehistóricas, el terremoto del 20 de marzo de 1861 (163 años) señaló un hito importante dentro de la historia de eventos sísmicos argentinos ya que fue el más fuerte registrado y documentado en el país. A partir del mismo la política de los sucesivos gobiernos mendocinos y municipales han ido extremando cuidados y restringiendo los códigos de construcción. Y con el terremoto de San Juan de 1944 del 15 de enero de 1944 (81 años) el gobierno sanjuanino tomó estado de la enorme gravedad sísmica de la región.
Sismo del sur de Mendoza de 1929muy grave, y al no haber desarrollado ninguna medida preventiva, mató a 30 habitantes
Sismo de 1985fue otro episodio grave, de 9 segundos de duración, llegó a derrumbar el viejo Hospital del Carmen (Godoy Cruz).